# De-minimis-Beihilfe
Im EU-Beihilferecht gibt es für besonders kleine Beihilfen besonders einfache Vorschriften – die De-minimis-Verordnungen. Die Beihilfen müssen hierzu ausdrücklich als „De-minimis-Beihilfen“ gewährt bzw. bezeichnet werden. Ein Unternehmen darf innerhalb von drei Jahren grundsätzlich nicht mehr als 300.000 € De-minimis-Beihilfen erhalten. Für Landwirtschaft und Fischerei/Fischzucht gelten abweichende, niedrigere Beträge, hingegen für Dienstleistungen von allgemeinem Interesse (DAWI) kann ein höherer Betrag (750.000 €) gewährt werden. Solche Beihilfen von nur sehr geringem Betrag haben kein spürbaren Auswirkungen auf den Handel und den Wettbewerb zwischen den EU-Mitgliedstaaten. D.h. sie drohen nicht den Wettbewerb zwischen den Mitgliedstaaten zu verfälschen im Sinne von Art. 107 Abs. 1 AEUV.

## Geschichte und rechtliche Grundlagen
Der lateinische Begriff de minimis bedeutet so viel wie „auf kleine Dinge“ oder „Dinge von geringer Bedeutung“. Die EU-Kommission hat De-minimis-Beihilfen erstmals 1992 in ihrer Mitteilung zum Gemeinschaftsrahmen für staatliche Beihilfen an kleine und mittlere Unternehmen geregelt. 1996 veröffentlichte sie eine eigene Mitteilung über de minimis-Beihilfen; Obwohl diese „de minimis“-Regelung für Unternehmen aller Größenordnungen gilt, werde sie eindeutig vor allem kleineren Unternehmen zugutekommen. Seit 1998 erlaubt der Rat der Kommission im Wege einer Verordnung festzustellen, dass nicht alle Tatbestandsmerkmale des Beihilfebegriffs erfüllt sind. 2001 hat die Kommission die erste De-minimis-Verordnung erlassen. Wie alle Verordnungen der Kommission in Beihilfeangelegenheiten dürfen auch die De-minimis-Verordnungen immer nur befristet erlassen werden.
Für die Bereiche Landwirtschaft und Fischerei hatte die Kommission ursprünglich 1992 gar keine De-minimis-Beihilfen vorgesehen, da für diese Wirtschaftszweige besondere gemeinschaftliche Vorschriften über staatliche Beihilfen im Primärrecht erlassen worden waren (siehe heute Art. 42 AEUV). Heute ist jedoch nur noch die Primärproduktion, also die Phase bis zum Erstverkauf an Wiederverkäufer oder Verarbeiter, vom Anwendungsbereich der allgemeinen De-minimis-Verordnung ausgenommen. Die Verarbeitung und Vermarktung sind hingegen nur unter besonderen Voraussetzungen vom Anwendungsbereich der allgemeinen De-minimis-Verordnung ausgenommen. Außerdem gilt jeweils eine eigene De-minimis-Verordnung für die Landwirtschaft bzw. für die Fischerei, diese erlauben allerdings beide deutlich weniger De-minimis-Beihilfen als die allgemeine De-minimis-Verordnung. Seit 2012 gibt es zudem eine eigene De-minimis-Verordnung für DAWI, die gegenüber der allgemeinen De-minimis-Verordnung deutlich höhere Beträge erlaubt. Seit 1. Januar 2024 erlaubt die allgemeine De-minimis-Verordnung Beihilfen in Höhe von 300.000 € in drei Jahren pro Unternehmen, und bei der DAWI-de-minimis-Verordnung liegt dieser Wert bei 750.000 €.

## De-minimis-Bescheinigungen und De-minimis-Beihilfenregister
Die Mitgliedsstaaten müssen sicherstellen, dass der jeweilige Höchstbetrag (also z. B. bei der allgemeinen De-minimis-Verordnung 300.000 €) nicht überschritten wird. Schon immer konnte ein Mitgliedsstaat hierfür alle De-minimis-Beihilfen für jedes Unternehmen in einem zentralen Register erfassen (so z. B. Zypern). Ab 1. Januar 2026 wird dies verbindlich für alle Mitgliedsstaaten vorgeschrieben. Die Kommission wird hierfür ein Register bereitstellen, welches die Mitgliedsstaaten benutzen können aber nicht müssen. Das Zentralregister muss so eingerichtet werden, dass die Angaben leicht für die Öffentlichkeit zugänglich sind. Die Mitgliedstaaten müssen die erforderlichen Angaben innerhalb von 20 Arbeitstagen nach Gewährung der Beihilfe im Zentralregister erfassen.
Bis 1. Januar 2026 kann ein Mitgliedsstaat auf solch ein Zentralregister verzichten und stattdessen von Unternehmen, welche De-minimis-Beihilfen beantragen, eine Selbstauskunft über die bisher in den letzten drei Jahren erhaltenen De-minimis-Beihilfen verlangen (so z. B. in Deutschland der Fall). Der Mitgliedsstaat muss dafür dem Unternehmen mit jeder De-minimis-Beihilfe auch eine Bescheinigung hierüber ausstellen, sodass das Unternehmen in die Lage versetzt wird die Selbstauskunft korrekt zu leisten. Für den Übergangszeitraum, in dem das neue Zentralregister noch keinen Zeitraum von drei Jahren abdecken wird (also voraussichtlich bis Anfang 2029) werden beide Verfahren angewandt werden müssen, d. h. jede De-minimis-Beihilfe muss in das Zentralregister eingetragen werden und das Unternehmen muss eine Bescheinigung nach althergebrachter Form erhalten.